# Герб села Чернігівка (Приморський край)

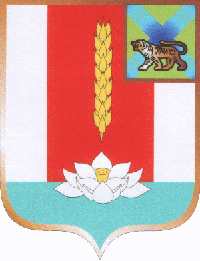
Герб села Чернігівка (22 травня 2002 р.)

Герб села Чернігівка (рос. Герб села Черниговка) — один з державних символів Російської Федерації села Чернігівка (Приморський край).

## Геральдичний опис герба
«У червленому (червоному) стовпі срібного щита з лазуровий краєм - розкрита срібна квітка лотоса із золотою насінневою коробочкою і золотим хлібним колосом. У вольній частині - герб Приморського краю» (а амурський (уссурійський) тигр на ньому — свого роду символ Сіхоте-Аліню).

## Обґрунтування символіки герба
Червоний колір уособлює хоробрість, мужність, безстрашність жителів району, любов до батьківщини і готовність пролити за неї кров. Срібна квітка лотоса - це і рослина, характерна для приханкайських земель Чернігівського району, і символ довголіття та воскресіння. Його сріблястий колір - символ шляхетності, правдивості, надії. Насіннєва коробочка - символ родючості. Лазуровий край щита - водна гладь, на якій розквітає лотос, колір душевної чистоти і цнотливості. Золотий пшеничний колос символізує історично основний промисел району - хліборобство, золото в ньому - багатство і милосердя.
Ескіз затверджений рішенням муніципального комітету Чернігівського району від 22 травня 2002 р. № 75.